# Okres Karlovy Vary
Der tschechische Okres Karlovy Vary (deutsch Bezirk Karlsbad) befindet sich in Nordwestböhmen und erstreckt sich vom Südhang des Erzgebirges bis zum Duppauer Gebirge und Tepler Hochland. Auf 1.515 km² leben etwa 117.800 Einwohner in 56 Städten und Gemeinden sowie 241 Ortsteilen (část obcí) und 325 Grundsiedlungseinheiten (Základní sídelní jednotka, ZSJ).

## Geschichte
Die Gebietseinheit Okres Karlovy Vary entstand 1960 aus den ehemaligen Bezirken Karlovy Vary, Toužim und dem östlichen Teil von Mariánské Lázně sowie einem kleinen Teil von Podbořany und Kadaň. Die Okresy wurden zum 31. Dezember 2002 als Gebietskörperschaften aufgelöst.
Zum 1. Januar 2007 wechselte die Stadt Teplá (Tepl) in den Okres Cheb. Im Zuge der Verkleinerung der Truppenübungsplätze wurden mit Beginn des Jahres 2016 die Gemeinden Bražec und Doupovské Hradiště gebildet.

## Wirtschaft
Der Bezirk ist bekannt durch Thermalquellen in Karlovy Vary und radioaktives Wasser in Jáchymov. Im Bezirk befinden sich auch Kaolinvorkommen, das als Rohstoff für die keramische Industrie verwendet wird. Gewonnen wird auch Stein, Sand, Bentonit und Holz.
Die historische Entwicklung der Industrie hing eng mit den Erzlagerstätten im Erzgebirge zusammen. Relativ bedeutend ist heute der Fremdenverkehr, der etwa 318.000 Gäste pro Jahr anzieht (davon 190.000 Ausländer), die in der Regel sieben Tage verweilen. Traditionelle Industriebetriebe widmen sich der Porzellan- und Glasindustrie, der Abfüllen von Mineralwasser (“Mattoni”) und die Herstellung von Likören (“Becherovka”). Die Landwirtschaft beschäftigt sich vornehmlich mit Getreideanbau und Schweinehaltung.
Im Bezirk sind 28.000 Unternehmen gemeldet, die jährliche Wachstumsrate betrug 8,8 % (Stand 2005).

## Städte und Gemeinden
(Städte sind fett markiert)
1. Abertamy (Abertham)
2. Andělská Hora (Engelhaus)
3. Bečov nad Teplou (Petschau)
4. Bochov (Buchau)
5. Boží Dar (Gottesgab)
6. Božičany (Poschetzau)
7. Bražec (Bergles)
8. Březová (Pirkenhammer)
9. Černava (Schwarzenbach)
10. Čichalov (Sichlau)
11. Dalovice (Dallwitz)
12. Děpoltovice (Tüppelsgrün)
13. Doupovské Hradiště
14. Hájek (Grasengrün)
15. Horní Blatná (Bergstadt Platten)
16. Hory (Horn b. Neusattl)
17. Hroznětín (Lichtenstadt)
18. Chodov (Gängerhof)
19. Chyše (Chiesch)
20. Jáchymov (Sankt Joachimsthal)
21. Jenišov (Janessen)
22. Karlovy Vary (Karlsbad)
23. Kolová (Kohlhau)
24. Krásné Údolí (Schönthal)
25. Krásný Les (Schönwald)
26. Kyselka (Gießhübl-Sauerbrunn)
27. Merklín (Merkelsgrün)
28. Mírová (Münchhof)
29. Nejdek (Neudek)
30. Nová Role (Neu Rohlau)
31. Nové Hamry (Neuhammer)
32. Ostrov (Schlackenwerth)
33. Otovice (Ottowitz)
34. Otročín (Landeck)
35. Pernink (Bärringen)
36. Pila (Schneidmühl)

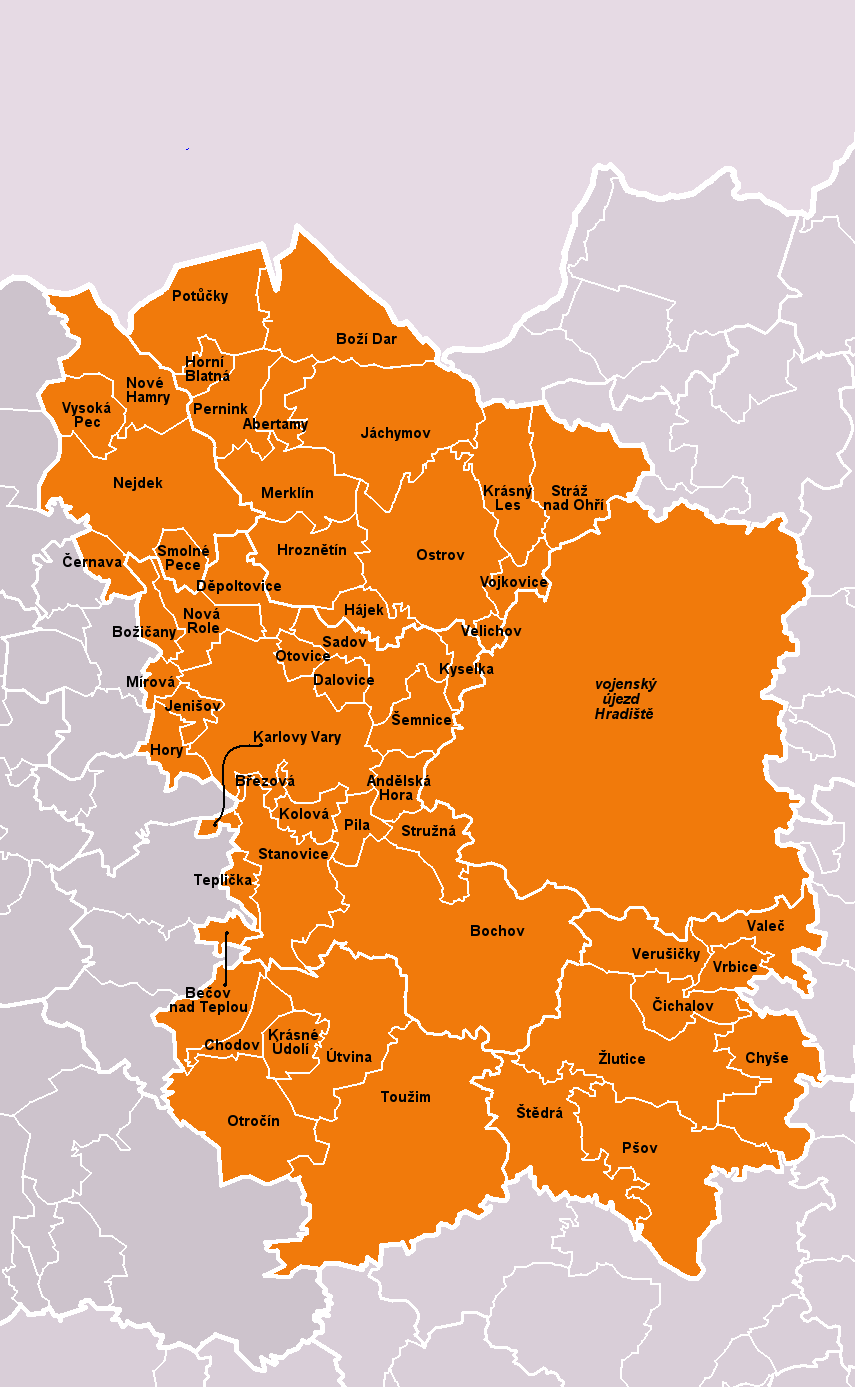
Städte und Gemeinden des Bezirks

37. Potůčky (Breitenbach (Erzgebirge))
38. Pšov (Schaub)
39. Sadov (Sodau)
40. Smolné Pece (Pechöfen)
41. Stanovice (Donawitz)
42. Stráž nad Ohří (Warta)
43. Stružná (Gießhübel b. Buchau)
44. Šemnice (Schömitz)
45. Štědrá (Stiedra)
46. Teplička (Töppeles)
47. Toužim (Theusing)
48. Útvina (Uitwa)
49. Valeč (Waltsch)
50. Velichov (Welchau)
51. Verušičky (Klein-Werscheditz)
52. Vojkovice (Wickwitz)
53. Vrbice (Großfürwitz)
54. Vysoká Pec (Hochofen b. Neudek)
55. Žlutice (Luditz)

Truppenübungsplatz:
- Hradiště (TÜP)